# Paramelomys gressitti
Paramelomys gressitti is een knaagdier uit het geslacht Melomys dat voorkomt op Mount Kaindi en Mount Garaina in Morobe Province (Papoea-Nieuw-Guinea). Deze soort is waarschijnlijk het nauwste verwant aan Paramelomys lorentzii en Paramelomys moncktoni. De soort is genoemd naar J.L. Gressitt, de oprichter van het Wau Ecology Institute, die veldwerk verrichtte op Mount Kaindi.
P. gressitti is een middelgrote soort, met een dikke, wollige vacht en lange, smalle voeten. Op elke staartschub zitten drie haren. De enige andere Melomys-achtige soorten die dat hebben zijn de twee soorten van Mammelomys, die echter nog veel langere voeten hebben, en zijn nauwe verwanten P. lorentzii en P. moncktoni. Die hebben echter een minder dichte vacht, kortere voeten, kortere staarten, bredere zygomatische platen, kleinere bullae en kortere voorste foramina palatina. De rug is bruinachtig of grijsbruin, de flanken iets lichter, de onderkant grijsachtig (soms wat meer wit), met een geleidelijke overgang. De staart is van boven donker en van onder lichter. De handen zijn van boven bleek. De eerste teen is kort. De kop-romplengte bedraagt 135 tot 162 mm en de achtervoetlengte 30 tot 34 mm. Vrouwtjes hebben 0+2=4 mammae.